# Nancy (tira de quadrinhos)

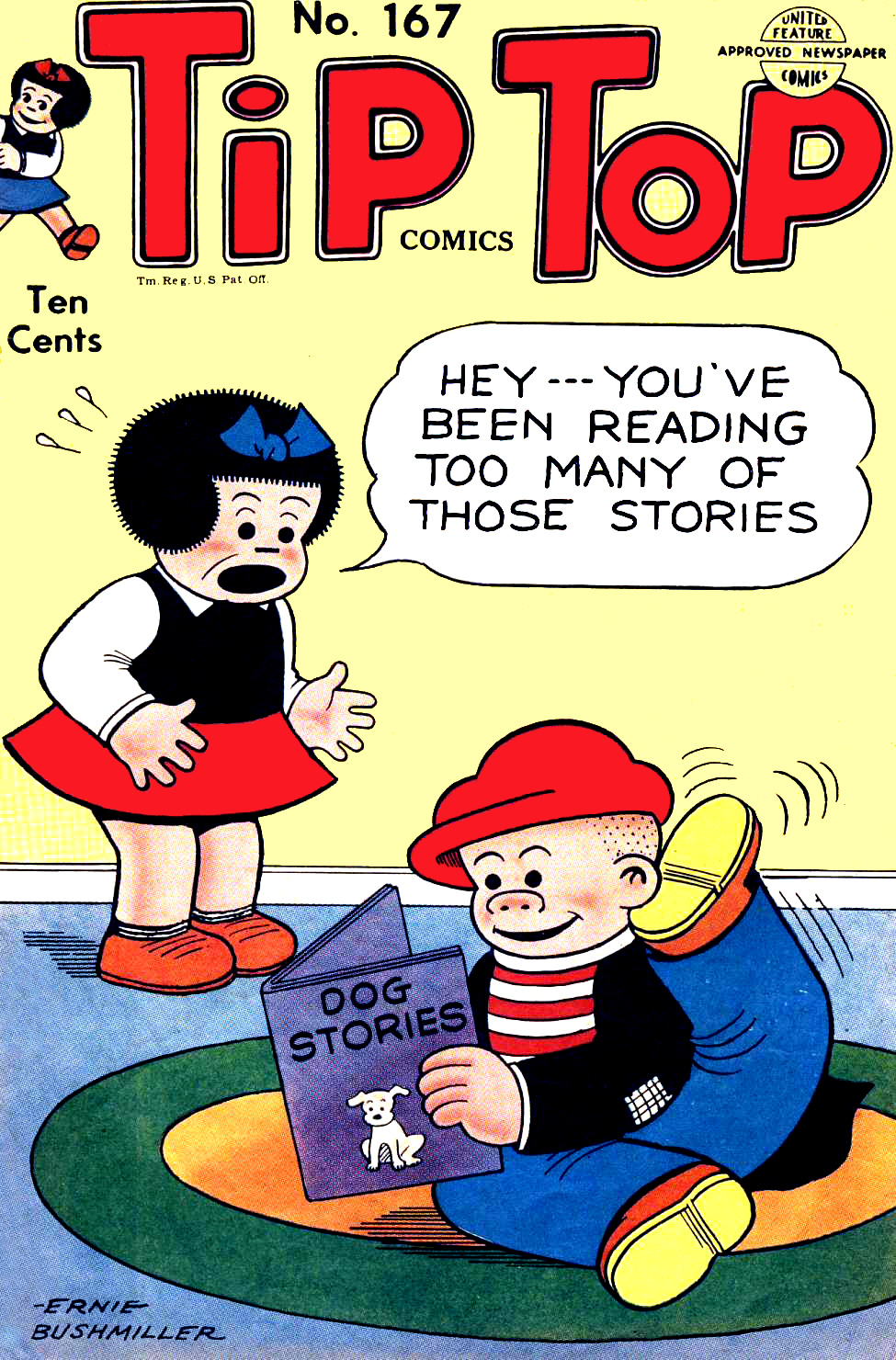
Nancy e Sluggo na capa da revista Tip Top Comics nº167, Nancy (maio/junho 1951); arte de Ernie Bushmiller

Nancy ou Nancy and Sluggo (publicados no Brasil como Tico e Teca ou Xuxuquinha e Marciano) é uma tira cómica estadunidense criada por Ernie Bushmiller.

## Trajetória editorial
Nancy apareceu no início como personagem secundária na tira Fritzi Ritz iniciada por Larry Whittington em 1922, e três anos depois foi continuada por Bushmiller. Em 2 de janeiro de 1933, Bushmiller introduziu Nancy, a sobrinha de Fritzi em suas histórias. Devido à relevância cada vez maior da personagem, a tira tomou em 1938 o nome da menina. Fritzi Ritz continuou como tira separada até 1968.
Após a morte de Bushmiller, em 1982, a tira foi desenhada por outros artistas, entre eles Mark Lasky (1982-83),  Jerry Scott (1984-1994) e Guy Gilchrist (1994-2018). Em 2018 a tira passou a ser desenhada por Olivia Jaimes, a primeira mulher a assumir a tira.

## Personagens
- Nancy Ritz (Teca, Periquita ou Xuxuquinha) - uma garotinha arteira de 8 anos que é muito sonhadora e quase sempre anda muito confundida.
- Fritzi Ritz (Tia Glorinha) - tia de Nancy com quem ela vive. É uma flapper e aficionada por música country. Ainda que tenha suas histórias a parte, aparece ocasionalmente em algumas histórias.
- Sluggo Smith (Teco ou Marciano) - é o melhor amigo de Nancy, um tanto preguiçoso e é às vezes apresentado como namorado da menina. Apareceu pela primeira vez em 1930.

## No Brasil
Tirinhas da personagem chegaram a ser publicadas no Brasil pelo jornal Folha de S.Paulo nos anos 60 onde chegou a dividir espaço com as primeiras tirinhas do Cebolinha, nessa época sendo referida pelo nome Periquita também usado nos outros países latinos. No entanto Ebal publicou gibis da personagem no mesmo período com o nome de Xuxuquinha onde Sluggo teve seu nome alterado para Marciano. Nos anos 70 uma nova série de quadrinhos foi publicada pela editora Idéia Editorial alterando o nome dos personagens novamente nomeando os gibis como Tico e Teca.

## Leituras recomendadas
- Strickler, Dave. Syndicated Comic Strips and Artists, 1924–1995: The Complete Index. Cambria, Califórnia: Comics Access, 1995. ISBN 0-9700077-0-1